# نیکردیت
نیکردیت (انگلیسی: New Credit) شرکت خدمات مالی و بانکداری دانمارکی است، که در سال ۱۹۸۵ تأسیس شد.